# Национальный филармонический оркестр России
Национа́льный филармони́ческий орке́стр Росси́и (сокращённо НФОР) — академический музыкальный коллектив, созданный в январе 2003 года Министерством культуры РФ. С момента создания оркестра его художественным руководителем и главным дирижёром является всемирно известный скрипач и дирижёр, народный артист СССР, Артист мира ЮНЕСКО Владимир Спиваков.
НФОР начал свою деятельность в сентябре 2003 года концертом, посвящённым памяти дирижёра Евгения Светланова.
С коллективом сотрудничают выдающиеся дирижёры разных поколений, в числе которых Мишель Плассон, Владимир Ашкенази, Джеймс Конлон, Окко Каму, Юкка-Пекка Сарасте, Александр Лазарев, Джон Нелсон, Ян Латам-Кёниг, Туган Сохиев, Кен-Дэвид Мазур, Симон Гауденц, Пьер Булез, Станислав Кочановский, Александр Соловьёв и другие.
В концертных программах НФОР принимали участие звёзды мировой оперной сцены и прославленные солисты-инструменталисты: Джесси Норман, Пласидо Доминго, Кири Те Канава, Дмитрий Хворостовский, Хуан Диего Флорес, Рене Флеминг, Ферруччо Фурланетто, Маттиас Гёрне, Анна Нетребко, Ильдар Абдразаков, Виолета Урмана, Рамон Варгас, Евгений Кисин, Вадим Репин, Гил Шахам, Аркадий Володось, Марта Аргерих, Рено и Готье Капюсоны, Пьер-Лоран Эмар, Виктория Муллова и многие другие.
Регулярно выступают с НФОР, подчёркивая особую близость с оркестром, Хибла Герзмава, Альбина Шагимуратова, Василий Ладюк, Дмитрий Корчак, Анна Аглатова, Полина Шамаева, Денис Мацуев, Николай Луганский, Александр Гиндин, Джон Лилл, Дэвид Гарретт, Вадим Глузман, Сергей Догадин, Александр Романовский, Александр Рамм.
Репертуар оркестра охватывает период от ранних классических симфоний до новейших сочинений современности. За 19 сезонов оркестр представил множество неординарных программ, уникальных абонементов и концертных серий, осуществил ряд российских и мировых премьер. 10 марта 2023 года коллектив отметил 20-летие творческой деятельности концертом в Зале Зарядье.
В 2007 году Национальному филармоническому оркестру России был выделен грант Правительства РФ. С 2010 года Национальный филармонический оркестр России является обладателем гранта Президента РФ.